# Berenike I

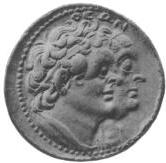
Ptolemaios I och Berenike av Egypten.

Berenike I, född cirka 340, död mellan 279 och 268 f.Kr, var drottning i det Ptolemaiska riket i Egypten som maka och medregent till Ptolemaios I. Hon var den första drottningen i den ptolemaiska dynastin, och blev efter sin död gudaförklarad.

## Biografi
Berenike ryktades förr vara dotter till Lagos och därmed halvsyster till Ptolemaios, men det har bekräftats vara en missuppfattning. Hon var i själva verket dotter till en i stort sett okänd makedonsk adelsman som hette Magas. Hennes mor Antigone var brorsdotter till Antipatros. Berenike gifte sig 325 med Filip, en okänd makedonsk adelsman, med vilken hon fick en son, Magas av Kyrene, som senare skulle komma att bli kung av Kyrene. Hon fick också två döttrar: Antigone och Theoxena. 
År 318 f.Kr avled hennes förste make, och Berenike tog med sig sina barn till Egypten, där hon blev hovdam hos sin kusin Eurydike, som var gift med Egyptens dåvarande härskare Ptolemaios I, Alexanders general och grundläggare av ptolemaiska dynastin. Ptolemaios var vid denna tid fortfarande bara ståthållare i Egypten, om än i verkligheten ensam härskare.  
År 317 f.Kr. försköt Ptolemaios Eurydike och gifte sig med henne. Hon hade tre barn i första äktenskapet, två döttrar som båda användes av Ptolemaios i hans äktenskapspolitik med utländska härskare, och en son, Magas, som Ptolemaios utnämnde till sin arvtagare, trots att han hade en son i första äktenskapet, ända tills den blivande Ptolemaios II föddes 308 f.Kr. Magas fick då bli vicekung över Kyrene, en lydstat till Egypten. 
Då Ptolemaios år 305 f.Kr. utropade sig till kung och farao och förklarade Egypten för ett självständigt rike blev Berenike i enlighet med egyptisk lag och tradition förklarad för drottning och medregent. Hon regerade ensam då han var frånvarande på krigståg, bland annat 312-306 f.Kr., 301 f.Kr och 287 f.Kr. Även efter att hennes make avled och efterträddes av deras son 285 f.Kr behöll hon sin ställning som drottning och medregent. Som den första drottningen på mycket lång tid - Egypten hade länge varit ockuperat av främmande makter - blev hon föremål för stor religiös dyrkan från egyptiernas sida och blev efter sin död gudaförklarad. 

## Barn
Barn med Filip: 
1. Magas av Kyrene
2. Antigone av Epirus
3. Theoxena av Syrakusa

Barn med Ptolemaios I: 
1. Ptolemaios II Filadelfos
2. Arsinoe II
3. Filotera av Egypten